# Sandre
Sander lucioperca
Pour les articles homonymes, voir Sandre.
Espèce
Synonymes
Stizostedion lucioperca
Statut de conservation UICN

 LC  : Préoccupation mineure
Le sandre doré européen (Sander lucioperca), communément appelé sandre, est une espèce de poissons carnassiers, appartenant au genre Sander, qui vit en eau douce mais peut s'adapter aux eaux saumâtres, et dont la taille peut dépasser les 100 cm.

## Étymologie et genre du mot
Le nom vient de l'allemand Sander, qui s'écrit plus souvent Zander depuis 1930. Ce mot ne vient pas de l'allemand Sand « sable » ni de l'allemand Zahn « dent », mais du moyen bas allemand sandāt, emprunté du mot vieux-poméranien reconstruit *sądač, d'origine et signification inconnues,.
Pour les dictionnaires Littré, Robert et Quillet, le mot « sandre » est masculin ; le Larousse et le Trésor de la langue française indiquent un emploi indifférencié au masculin ou au féminin,,.

## Description

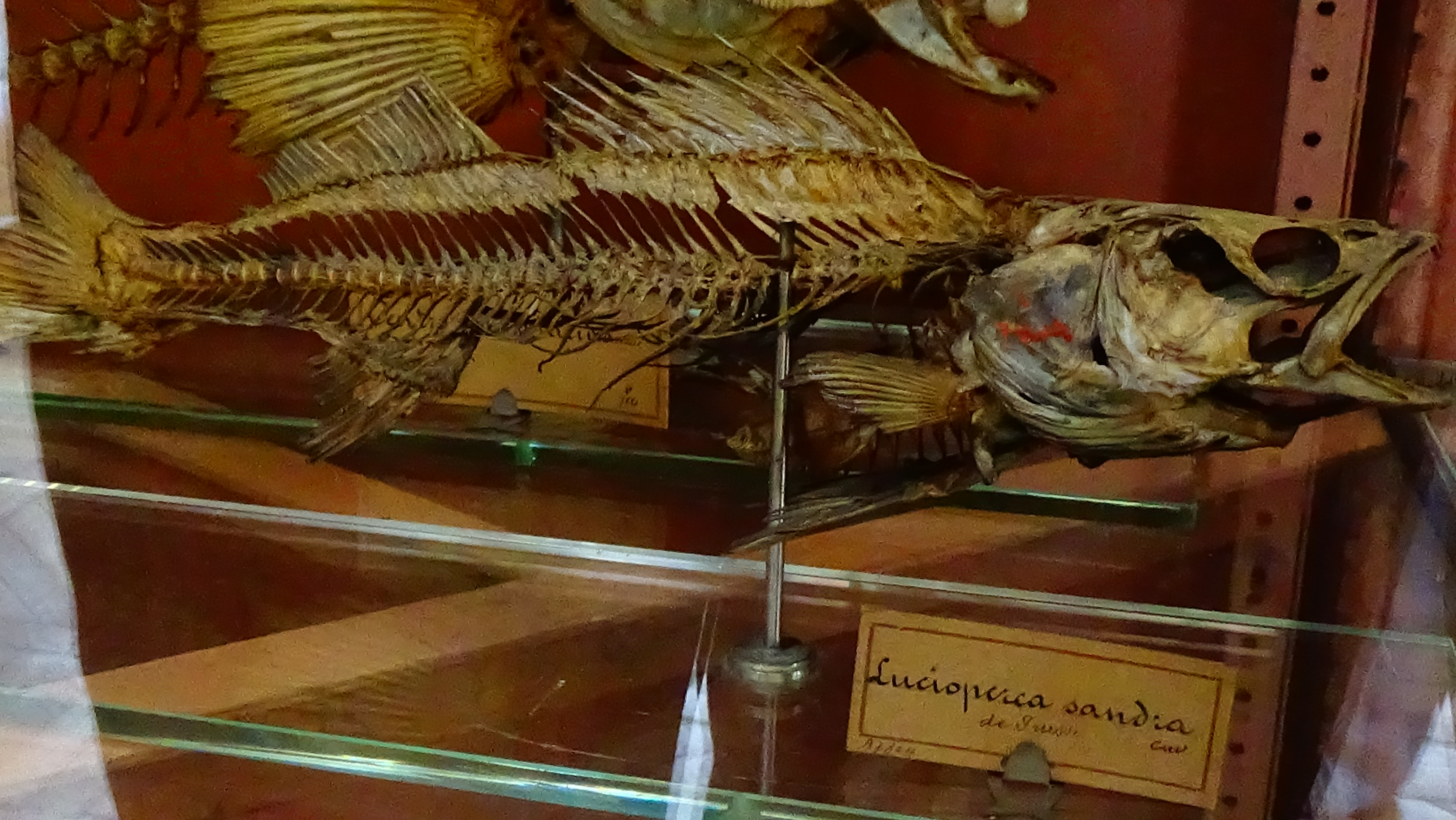
Squelette de Sander lucioperca (Lucioperca sandra) au MNHN à Paris.

- Taille : 30 à 125 cm, seuls quelques rares spécimens dépassent le mètre.
- Poids : exceptionnellement jusqu'à 15 kg.
- Longévité : le sandre est un poisson qui vit généralement de 10 à 15 ans, maximum 20 ans.

Appartenant à la famille des Percidae, il en possède les attributs caractéristiques : deux nageoires dorsales distinctes, la première épineuse, la deuxième avec un ou deux rayons épineux et une vingtaine de rayons flexibles ; les deux premiers rayons de la nageoire anale sont également épineux ; les opercules ont deux rayons épine acérées, très coupantes sur leurs bords inférieurs.

Ses traits particuliers sont une tête assez fine et longue, gueule bien fendue, avec les deux paires de canines très développées sur les mâchoires ; un corps allongé, cylindrique et fusiforme, beaucoup moins bossu que celui de la perche commune ; une ligne latérale bien marquée, légèrement incurvée ; un pédoncule caudal assez fin et les lobes de la nageoire caudale nettement arrondis à leurs extrémités. Les écailles sont petites et râpeuses. La couleur varie d'un milieu à l'autre ; généralement le dos est gris verdâtre, strié de rayures ou de marbrures verticales plus foncées, avec de forts reflets métalliques dorés, d'où l'un de ses noms. Les flancs s'éclaircissent rapidement sous la ligne latérale jusqu'au ventre qui est blanc. Les mâles ont une teinte plus sombre en période de reproduction ; c'est le seul trait fiable de son dimorphisme sexuel.
L'œil, particulier à ce genre, est globuleux et vitreux. Il possède les plus grandes cellules visuelles connues chez les vertébrés. Par ailleurs la rétine est très voisine de celle des rapaces nocturnes comme le hibou, de par le grand nombre de cellules visuelles en bâtonnets (celles qui ne distinguent que le noir et le blanc, mais qui sont efficaces même en très faible luminosité). De plus, cette rétine possède un tapis réflecteur (le tapetum lucidum) riche en pigments rétiniens (en l'occurrence la guanine) réfléchissant la lumière et augmentant les sensations lumineuses et donc l'acuité visuelle dans les environnements de faible intensité lumineuse. Cet œil extrêmement performant fait du sandre le plus efficace des prédateurs chassant à vue en eau trouble et / ou profonde — les autres poissons prédateurs nocturnes (par exemple l'anguille d'Europe ou le silure glane) se servent surtout de leur odorat, ou de leur toucher via leurs moustaches.

Le Sandre
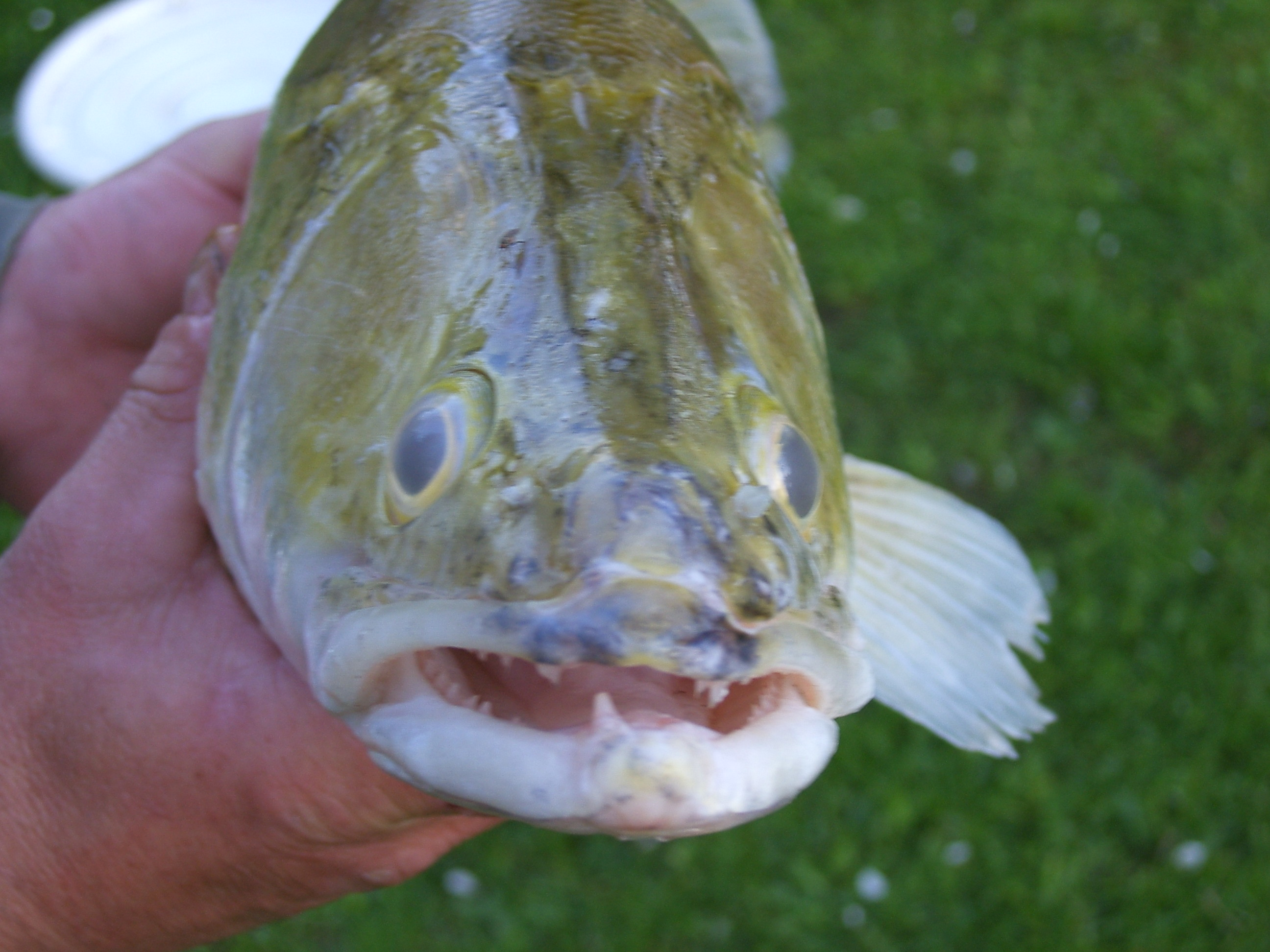
La tête d'un sandre.
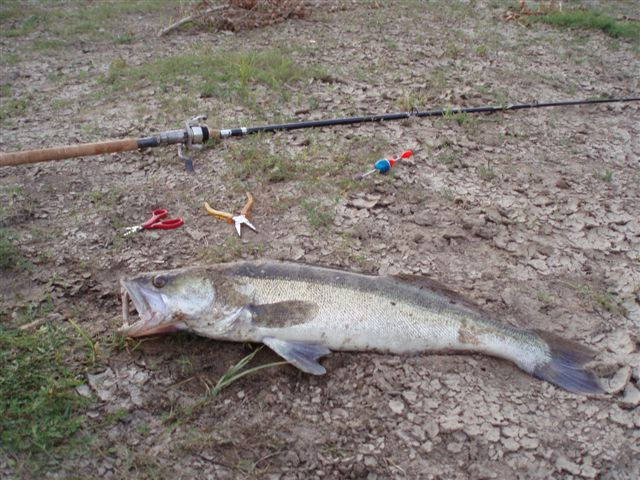
Sandre.

Les alevins mesurent de 3 à 3,5 mm à la naissance. Ils se nourrissent d'abord de phytoplancton, passant très rapidement au zooplancton puis ajoutant les daphnies à leur menu. Vers l'âge de deux mois, ils atteignent quelques centimètres de long et les alevins de nombreuses espèces de cyprinidés arrivent à point nommé. Ils complémentent leur régime avec des vers, larves aquatiques et gammares.
Les adultes mangent surtout d'autres poissons, mais contrairement aux brochets ils doivent se limiter à ceux de petite taille : leur gueule est large, mais leur gosier étroit. Leurs proies favorites sont des ablettes, goujons, petits gardons de deux ou trois ans, ainsi que des écrevisses.
Le sandre sert d'hôte pour l'adulte du trématode bucéphalose larvaire (Bucephalus polymorphus), qui vit dans son intestin. Il n'est pas affecté par ce parasite, dont les larves attaquent les Cyprinidés comme le goujon, l'ablette, le barbeau et d'autres espèces. Bucephalus polymorphus a été introduit dans les cours d'eau de l'Europe occidentale en même temps que l'on y introduisait le sandre.
Le sandre est également porteur d'un rhabdovirus originellement identifié sur la perche commune.

## Reproduction
Sa reproduction a lieu du mois d'avril au mois de juin selon les climats locaux, lorsque la température de l'eau avoisine 12 à 14 °C. Mâles et femelles se réunissent sur les hauts fonds réguliers où le courant est fortement ralenti, avec une profondeur d'eau idéale de 1 à 1,5 m. Le mâle prépare un nid sur fond de sable ou de gravier, d'environ 50 cm de circonférence ; toute trace de boue est éliminée, il ne s'arrête que quand apparaissent les racines des végétaux environnants. La femelle dépose ses œufs en petits paquets, que le mâle féconde immédiatement. Le mâle garde farouchement le nid contre les prédateurs pendant la période d'incubation (10 à 15 jours), et il le garde propre et oxygène les œufs à coups de nageoire énergiques. De cette façon un grand nombre d’œufs éclosent, même dans les eaux turbides et polluées. Le mâle est extrêmement agressif pendant cette période, allant jusqu'à attaquer les nageurs passant à proximité du nid. Il en devient aussi une proie facile pour les pêcheurs peu scrupuleux puisqu'il mord à peu près n'importe quoi passant à sa portée. La fécondité est élevée (environ 200 000 ovules par kilogramme de femelle).

## Répartition
Son aire de répartition d'origine (avant les introductions humaines) s’étendait de l'Elbe en Allemagne jusqu'au pied des monts de l'Oural. Au sud on le trouve dans le bassin du Danube et jusqu'au fleuve Maritsa tributaire de la mer Egée. Au nord il est présent jusqu'au cercle polaire en Finlande. Il était déjà très fréquent dans la plupart des cours d'eau et lacs d'Europe centrale et de Russie occidentale. Tous les bassins fluviaux tributaires de la mer Caspienne, de la mer Noire et de la mer Baltique en contenaient : Dniepr, Don, Volga, Vistule, etc, avec pour limite orientale probable les affluents de la mer d'Aral en Asie centrale. Il est autochtone par exemple dans la Neva (qui coule à Saint-Pétersbourg) ainsi que dans les lacs Ladoga et Onega. Son aire de distribution naturelle est quasiment identique à celles du silure glane, de l'aspe et de bien d'autres poissons d'Europe centrale et orientale, avec lesquels il cohabite naturellement ; ces poissons étant originaires du même refuge glaciaire Ponto-Caspien.
Il a été introduit par des alevinages à grande échelle dans le milieu naturel dans de nombreuses régions d'Europe de l'Ouest, comme en France où il n'est pas indigène mais désormais très répandu.

## Habitat
Le sandre est habitué aux grands cours d'eau aux flots lents et aux fonds de sable ou de graviers, ainsi que les eaux calmes des lacs, étangs et réservoirs — à condition que le fond ne soit pas boueux et qu'ils soient d'une profondeur suffisante.
Dans les estuaires il va jusqu'à la limite des eaux salées et supporte les eaux saumâtres. Il supporte des écarts de température importants, entre 0 et 26 °C. Poisson de fond, il aime avoir plusieurs mètres d'eau au-dessus de lui. Son excellente vision le rend efficace en faible luminosité. Il n'en est pas pour autant un chasseur nocturne, comme certains le pensaient, même s'il lui arrive de chasser pendant la nuit — surtout en été.

## Pêche
Le sandre est un poisson de choix pour les pêcheurs sportifs. Il se pêche au ver, au vif et aux leurres. Du fait de la raréfaction du brochet[réf. nécessaire], il devient un carnassier de plus en plus recherché. Les techniques de pêche du sandre peuvent être équivalentes à celles employées pour le brochet. Il mord aux poissons morts, aux vifs ou aux leurres souples animés par le pêcheur et aussi au boyau de poulet[Interprétation personnelle ?]. Il ne coupe pas le nylon avec sa denture et permet l'usage de lignes sans avançon d'acier. En général, l'utilisation de ligne en tresse est recommandée afin de mieux ressentir les touches qui peuvent parfois être discrètes.
Souvent, le sandre tue le vif et le laisse pour le reprendre plus tard. C'est un poisson aussi très sensible aux couleurs vives. 
En france, sa taille légale de capture est de 60 cm en cours d'eau de 2e catégorie publique (en dessous, il est obligatoire de le relâcher).
On le trouve dans beaucoup de rivières, canaux et étangs. L'hiver, il descend en profondeur pour avoir plus chaud.

## «Les dents du lac»
Un sandre a fait l'objet d'un article dans plusieurs quotidiens suisses, dont La Tribune de Genève le 14 juillet 2009,,. Le journal rapporte en effet la capture d'un sandre de 70 cm et de 8 kg, pêché dans le lac Majeur après avoir attaqué 6 baigneurs au camping Felice di Tenero. Deux des victimes du poisson avaient dû se rendre aux urgences avec des morsures atteignant 10 cm. La capture du « monstre » a demandé l'intervention de trois plongeurs. Selon Fabio Croci, responsable des gardes-pêche pour le canton du Tessin, l'animal devait souffrir d'un dérèglement hormonal, ce qui expliquerait son agressivité.

## Gastronomie
Le sandre est un poisson très apprécié pour sa chair douce et fondante.
Dans la région nantaise, le Sandre au beurre blanc est une spécialité gastronomique, avec un muscadet pour accompagner.

Recettes au Sandre
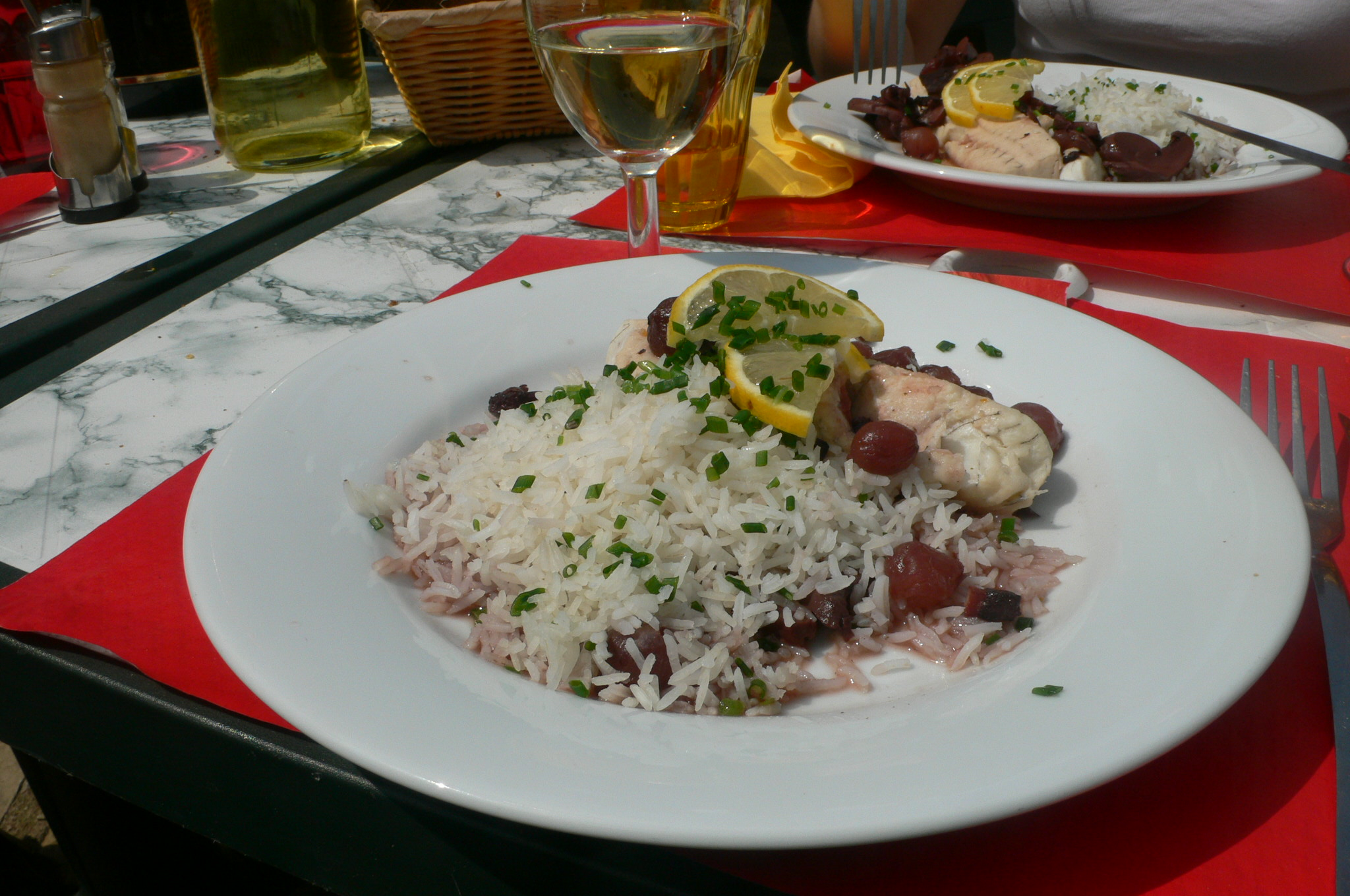
Sandre, riz de Camargue et cerises au vinaigre.
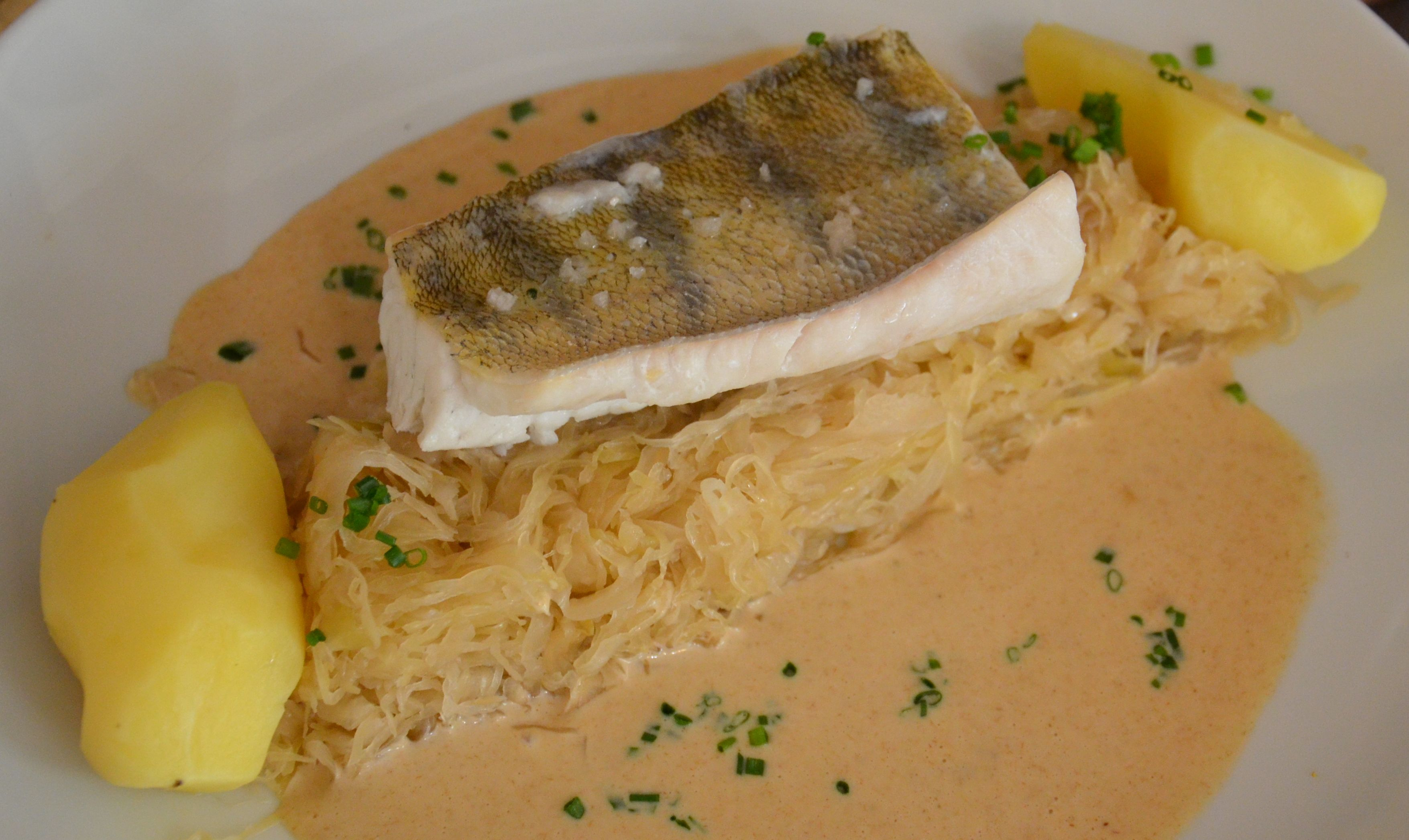
Filet de sandre servi sur un lit de choucroute.

### Vidéographie
- Sandres filmés en pleine eau, par Philippe Carrière (YouTube)